# Grind, Norrtälje
Grind är ett bostadsområde i Norrtälje. Grind består huvudsakligen av två- och trevåningshus uppförda på 1960- och 70-talen. Här finns också låg- och mellanstadieskola, restaurang och butik.